# 杉本悌二郎
杉本 悌二郎（すぎもと ていじろう、1921年1月18日 - 1988年10月25日）は、日本の実業家。元ノリタケカンパニーリミテド社長・会長。

## 人物
愛知県生まれ。旧制東京商科大学（のちの一橋大学）を卒業し、1942年日本陶器入社。
通算15年の米国生活を経て、副社長就任。1971年には米国ノリタケ社長として、磁器製食卓用品に関する米国関税委員会公聴会で証言する。
1977年日本陶器代表取締役社長就任。積極経営を進め1981年に社名をノリタケカンパニーリミテドに変更。同年脳血栓で倒れ、1982年倉田隆文を後任社長とし社長を退き、代表取締役会長就任。1984年会長を退任し、相談役に就任。これまで務めていた森村グループ企業の日本碍子、日本特殊陶業、東陶機器（現・TOTO）などの役員からも退く。
1983年中部生産性本部副会長。
ルター派のプロテスタント。
1988年10月25日、敗血症のため静岡県田方郡伊豆長岡町（現・伊豆の国市）の順天堂伊豆長岡病院で67歳で死去。